# Radoschau

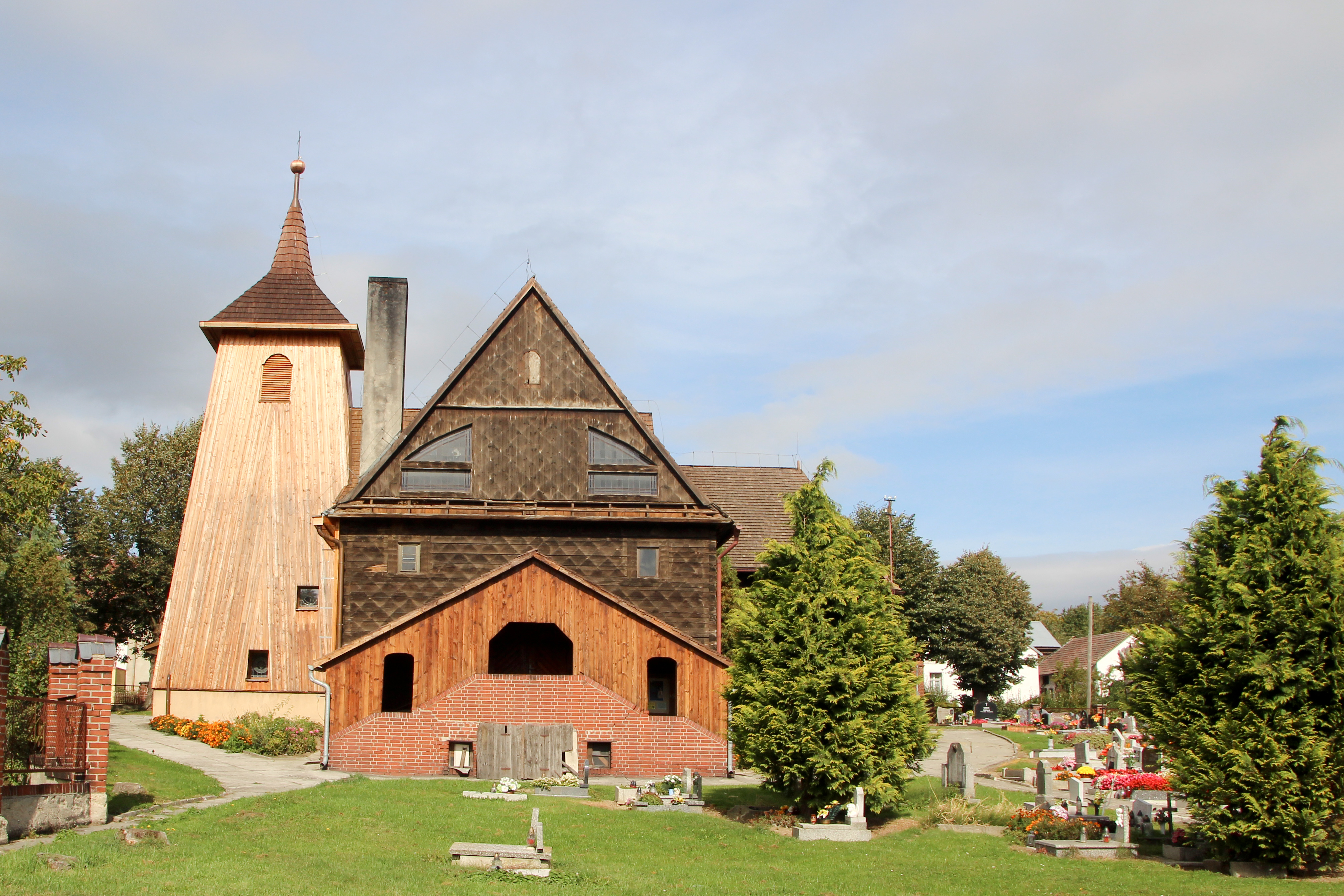
Kirche der Heiligen Hedwig

Radoschau, polnisch Radoszowy (1936–1945: Drosselschlag) ist ein Ort in der Landgemeinde Pawlowitzke in der Woiwodschaft Opole in  Polen.

## Geschichte
Im Jahr 1228 hatte Herzog Kasimir I. von Oppeln den Besitz des Klosters in Czarnowasy samt Dorf Radosevici bestätigt. Die Hedwigs-Kirche wurde erstmals im Jahr 1418 erwähnt und 1730 ist im Ort eine neue Schrotholzkirche errichtet worden.
Nach den Schlesischen Kriegen (1740–1765) kam Radoschau zu Königreich Preußen.
Im Jahr 1769 wurde das Dorf Radoschau Besitz des Hauptmanns Carl Wenzel von Kloch, der es 1783 an Adolph von Eichendorff verkaufte. Am 18. September 1798 verstarb dort Johanna von Eichendorff, geborene von Salisch, verwitwete Paulern (Baullern) von Hochenburg, die Großmutter des Dichters Joseph von Eichendorff. Letzterer reiste mehrmals vom Schloss Lubowitz nach Radoschau und erwähnte es in seinem Tagebuch.
Nach dem Wiener Kongress lag Radoschau von 1816 bis 1945 im Landkreis Cosel. Seit April 1874 gehörte die Landgemeinde Radoschau zum Amtsbezirk Chrost; 1936–1945 Schönhain O. S. 1936–1945 Umbenennung in Drosselschlag.
Auf dem Kirchplatz in Radoschau befindet sich ein Gefallenendenkmal des Ersten Weltkriegs.

### Einwohnerentwicklung
- 1845: 379
- 1855: 455
- 1880: 527
- 1910: 651
- 1925: 418
- 1939: 548
- 2001: 200
- 2004: 249
- 2011: 223

## Persönlichkeiten
- Ludwig Raschdau (1849–1943), preußischer Diplomat und Sachbuchautor